# Zimní stadion Vladimíra Dzurilly
Zimní stadion Vladimíra Dzurilly je zimní stadion v Bratislavě v městské části Ružinov na Ružinovské ulici nedaleko Štrkoveckého jezera. Jeho kapacita je kolem 3 500 lidí. Hala je domovským stánkem HK Ružinov 99 Bratislava a byla dočasným domovem pro hokejisty HC Slovan Bratislava během rekonstrukce zimního stadionu Ondreje Nepely. Na stadionu také působil slovenský juniorský tým HK Orange 20.
V roce 2008 byla dostavěna tréninková hala, která byla oficiálně otevřena 15. května 2009.